# Nicolas Antiba

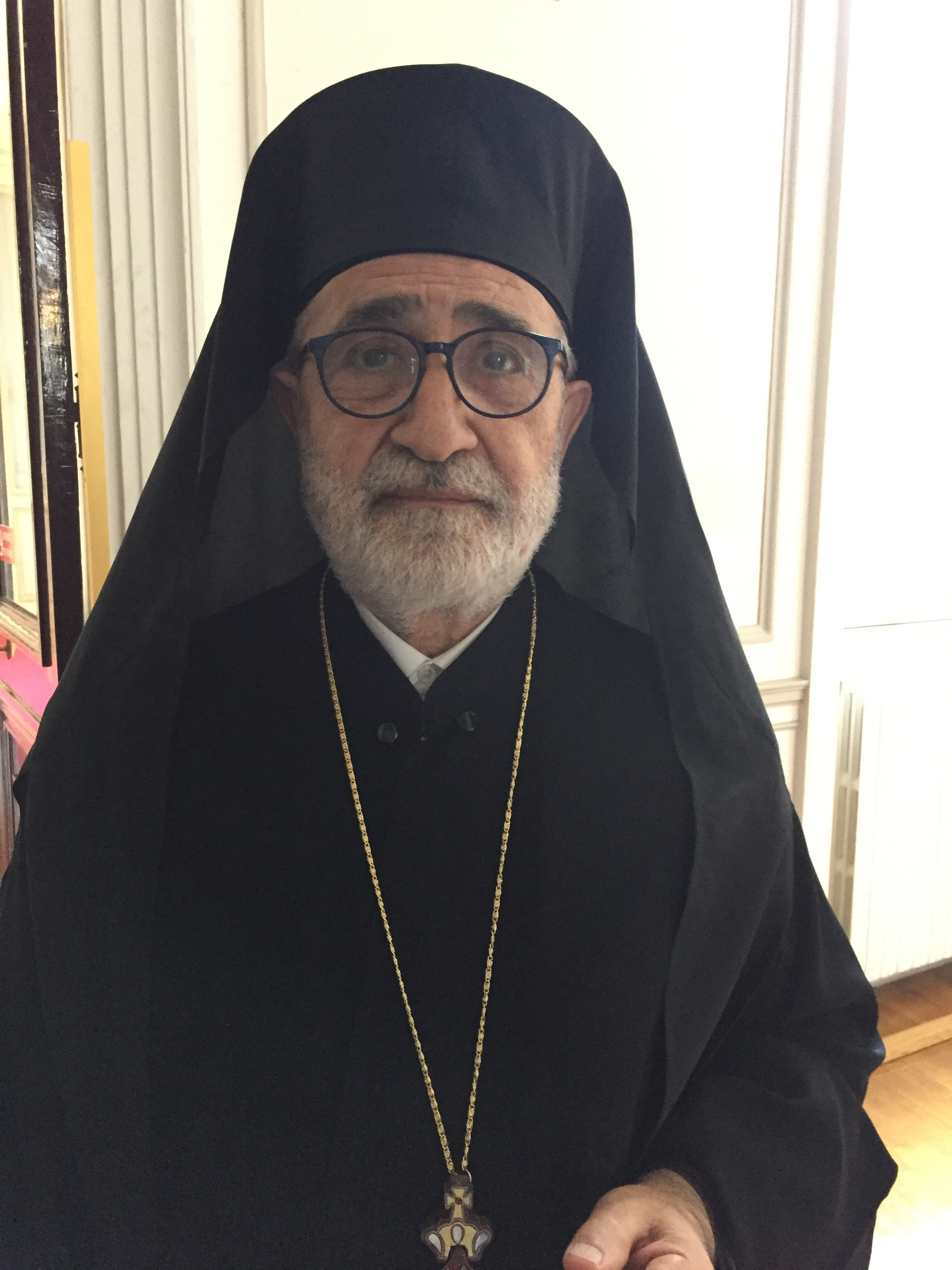
Nicolas Antiba, 2019

Nicolas Antiba BA (* 25. Dezember 1945 in Aleppo) ist ein syrischer Ordensgeistlicher und emeritierter melkitisch griechisch-katholischer Erzbischof von Bosra und Hauran.

## Leben
Nicolas Antiba trat der Ordensgemeinschaft der Basilianer von Aleppo, legte die Profess am 23. März 1964 ab und empfing am 19. September 1971 die Priesterweihe. Das Ordenskapitel wählte ihn 1989 zum Generalsuperior. Von seinem Amt trat er 1995 zurück.
Die Synode der Melkitischen Griechisch-katholischen Kirche wählte ihn am 22. Juni 2012 zum Erzbischof von Bosra und Hauran. Diese Wahl wurde am 2. Mai 2013 durch Papst Franziskus bestätigt. Der melkitische Patriarch Gregor III. Laham spendete ihm am 25. August 2013 die Bischofsweihe. Mitkonsekratoren waren sein Amtsvorgänger Boulos Nassif Borkhoche und der Apostolische Exarch in Venezuela, Georges Kahhalé Zouhaïraty.